# Autour à longue queue
Urotriorchis macrourus
Genre
Espèce
Statut de conservation UICN

 LC  : Préoccupation mineure
Statut CITES
L'Autour à longue queue (Urotriorchis macrourus) est une espèce d'oiseaux de la famille des Accipitridae, la seule représentante du genre Urotriorchis.

## Répartition
Cet oiseau vit dans les forêts humides de l'Afrique équatoriale.